# طوابع البريد والتاريخ البريدي لجزر القمر
طوابع البريد والتاريخ البريدي لجزر القمر هي نظرة عامة على طوابع البريد والتاريخ البريدي لجزر القمر والتي تكون أرخبيل في المحيط الهندي كما يقع على الجانب الجنوبي الشرقي من أفريقيا.
كانت الخدمة البريدية مرتبطة بفرنسا أثناء الاستعمار الذي بدأ في مايوت في أربعينيات القرن التاسع عشر. وعلى التوالي استخدم سكان مايوت وأنجوان والقمر الكبرى وموهيلي طوابع بريدية خاصة بكل من هذه الجزر. وحدوا الأرخبيل إداريًا وبريديًا مع مستعمرة مدغشقر في عام 1912.
منذ عام 1950 حصلت جزر القمر الأربع على طوابع بريدية تحمل اسم "أرخبيل جزر القمر". بعد استقلال ثلاث من جزر القمر في عام 1975 إذ كانت هناك خدمتان: الخدمة القمرية والمركز الفرنسي في مايوت حيث رفض سكانها الاستقلال عن طريق الاستفتاء.

## قبل الانضمام إلى مدغشقر في عام 1911

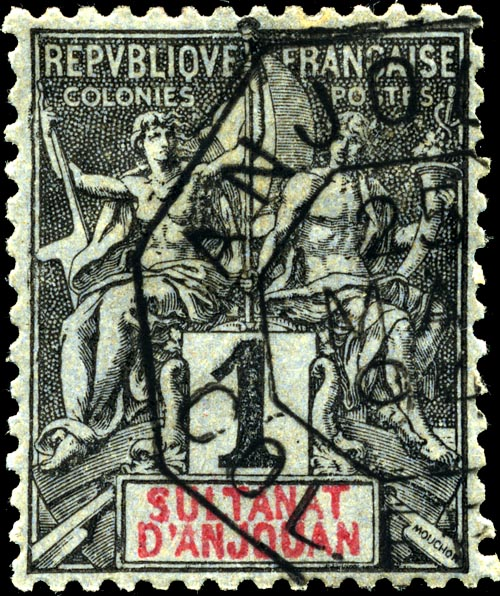
طابع بريدي من فئة 1 سنتيم لأنجوان 1892

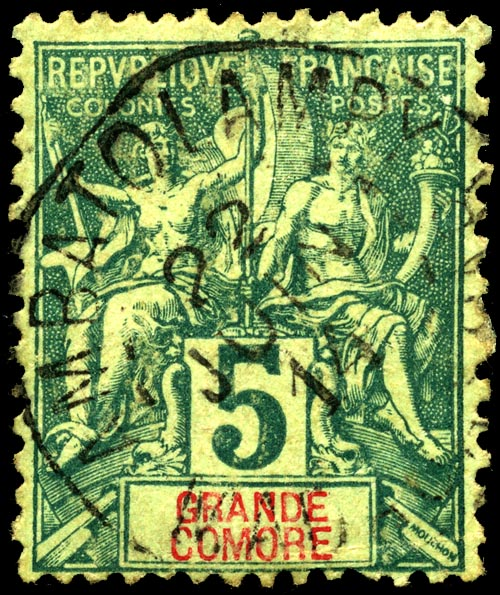
طابع بريدي بقيمة 5 سنتيم لجمهورية القمر الكبرى 1897

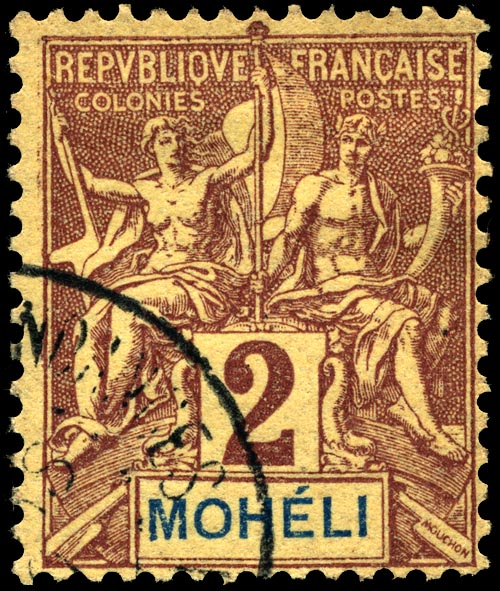
2 سنتيم من سلسلة مجموعة موهيلي 1906

لم يُعرف سوى عدد قليل جدًا من الرسائل المرسلة قبل عام 1900 في جزر القمر. وأقدمها جاءت من مايوت في ديسمبر 1850 ولا تحمل طابع بريدي.
ثم أصبحت مايوت مستعمرة فرنسية في بداية أربعينيات القرن التاسع عشر بعد أن اشتراها القائد باسو للسلطان أندريانتسولى.
أرسلت الطوابع الأولى من سلسلة النسر الإمبراطوري المشتركة بين جميع المستعمرات الفرنسية في أواخر عام 1861 وبداية عام 1862. وقد أرسلوهم بين مايوت ونوسي بي وهي جزيرة تقع في شمال مدغشقر. إن أقدم رسالة مختومة معروفة من مايوت يعود تاريخها إلى ديسمبر 1863.
عندما امتد النفوذ الفرنسي إلى موهيلي وجزر القمر الكبرى وأنجوان لا بد أن الفرنسيين استخدموا الخدمة البريدية المتمركزة في مايوت. ومن المؤكد أنهم استخدموا طوابع النسر والطوابع الفرنسية (غير المثقبة في المستعمرات). ولكن في ختم التاريخ كان مكتوبًا دائمًا "مايوت والتبعيات" (Mayotte et dépendances). ما لم يكن عنوان المرسل أو الرسالة قادراً على إعطاء تلميحات فمن المستحيل التعرف على الأصل الحقيقي لرسالة قمرية من ذلك الوقت. وحتى سبعينيات القرن التاسع عشر كان طابع البريد نفسه ملغيًا مع وجود معين من النقاط في المنتصف، ومن المستحيل معرفة مكان استخدام طابع غير عالق.
في أعقاب تجاوزات المغامر الفرنسي ليون هومبلوت ضد شعب جزر القمر تدخلت البحرية الفرنسية في الأرخبيل وفرضت الإدارة الفرنسية. وبقيت مايوت في مركز المنظمة الجديدة.
تدريجياً كما هو الحال مع جميع المستعمرات الفرنسية بدأت كل جزيرة تتلقى طوابع بريدية تحمل اسمها: وكانت الإدارة البريدية ضحية لحركة الطوابع بين المستعمرات ذات العملة المنخفضة والمستعمرات ذات العملة المرتفعة. وقد استقبلتهم جزيرة مايوت و"سلطنة أنجوان" في نوفمبر/تشرين الثاني 1892 وجزيرة القمر الكبرى في نوفمبر/تشرين الثاني 1897 وجزيرة موهيلي في عام 1906. وأصدروا عشرين قيمة في مايوت وتسعة عشر في أنجوان والقمر الكبير وستة عشر في موهيلي.

## من مدغشقر إلى أرخبيل جزر القمر (1911-1975)

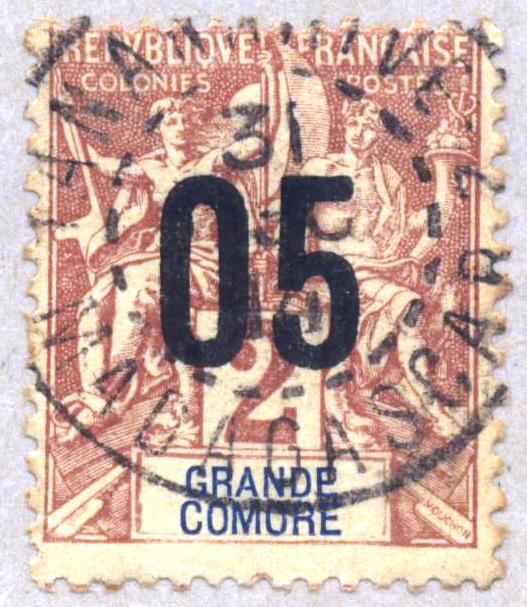
طابع بريدي بقيمة 2 سنتيم لجمهورية القمر الكبرى مطبوع عليه عام 1912

بعد قرار توحيد جزر القمر مع مستعمرة مدغشقر دخل الاندماج البريدي حيز التنفيذ في عام 1912. وطبعوا الطوابع المتبقية باللونين الأسود والأحمر الكبيرين "05" و"10" لتقديمها بقيم صغيرة تبلغ خمسة وعشرة سنتيمات. وقد فعلت جميع مكاتب البريد في المستعمرات السابقة المرتبطة الآن بمدغشقر الشيء نفسه، حيث قبلت الطوابع المطبوعة في كل مكان في المستعمرة.
من عام 1912 إلى عام 1950 استخدمت طوابع مدغشقر في جزر القمر. ويبحث هواة الجمع عن مكان الإلغاء للعثور على العناصر القمرية.
تغير الوضع في عام 1946 عندما لم تعد الأرخبيل مستعمرة بل أصبحت إقليمًا بحريًا تابعًا لفرنسا: أصدروا طوابع خاصة في 15 مايو 1950 مطبوعة " أرخبيل جزر القمر" بقيمة بالفرنك الأفريقي. وقد أظهرت السلسلة الأولى المناظر الطبيعية المحلية. كما شكلت الحيوانات والنباتات المائية في جزر القمر والتقاليد والفنون والحرف اليدوية الجزء الأكبر من البرنامج البريدي مع الإصدارات الشاملة للمستعمرات الفرنسية.
كان أول شخص يُكرّم بطوابع أرخبيل جزر القمر هو شارل ديغول في عام 1971 مستخدمًا طابعين من سلسلة متروبوليتان الفرنسية. ومن ثم يقومون بالاحتفال بالعلماء والفنانين العالميين في الفترة ما بين عامي 1972 و1973. وأخيرا ظهرت شخصيتان محليتان: الرئيس سعيد محمد الشيخ (توفي عام 1970) على طابعين بريديين صدرا عام 1973 وسعيد عمر بن صومث مفتي جزر القمر في عام 1974.

## منذ الاستقلال في عام 1975
في أعقاب الاستفتاءات التي جرت عام 1974 صوّت برلمان جزر القمر لصالح الاستقلال في 5 يوليو/تموز 1975. حيث كانت مخزونات الطوابع البريدية في موروني في جزيرة القمر الكبرى. وقد طبعوها لإزالة أي إشارة إلى السيادة الفرنسية وإضافة عبارة "إتا كوموغيان" (دولة جزر القمر).
في عامي 1976 و1977 في عهد الرئيس علي صويلح شهدت جزر القمر موجة من إصدارات الطوابع البريدية: ففي غضون هذين العامين أصدرت البلاد طوابع أكثر مما أصدرته خلال كل سنوات أرخبيل جزر القمر (1946-1975). بالإضافة إلى ذلك كان عدد قليل من هذه الطوابع يتعلق بموضوعات محلية. وشملت الموضوعات الجديدة استكشاف الفضاء والألعاب الأولمبية الشتوية وما إلى ذلك.
في عهد جمهورية جزر القمر الاتحادية والإسلامية عادت برامج الطوابع إلى مواضيع ذات اهتمام محلي.

### انفصال أنجوان وموهيلي في عام 1997
بين عامي 1997 و2000 وقعت أحداث انفصالية في جزيرتي أنجوان وموهيلي والتي حلوها في النهاية مع إنشاء اتحاد جزر القمر.

استخدمت رموز علم أنجوان على الطوابع والملصقات بين عامي 1997 و2001.

في أنجوان ربما قاموا بتداول الطوابع البريدية عن طريق البريد. كما قدموا طابع إيرادات واحد فقط يحمل خريطة وعلم أنجوان مطبوع في فرنسا على وثيقة قانونية.
في نهاية عام 1997 وبداية عام 1998 أفادت المجلات الفرنسية المتخصصة في علم الطوابع برسالة تعلن عن افتتاح خدمة بريدية خاصة بين أنجوان ومايوت الخاضعة للسيطرة الفرنسية. حيث يمثل الطابع البريدي المستخدم على الرسائل المستلمة (خريطة ورموز أنجوان وعلم فرنسا) تكلفة النقل بالمركب الشراعي بين الجزر. وفي مايوت أضيف طابع بريدي فرنسي ووضع في صندوق بريد فرنسي. ومع ذلك يبدو أنه لا يوجد دليل على وجود خدمة حقيقية.

## التوليف
| السنين                               | الطوابع المستخدمة                       |
| ------------------------------------ | --------------------------------------- |
| مستعمرة ثم إقليمًا بحريًا تابعًا لفرنسا |                                         |
| 1850؟ -1861؟                         | لا أحد                                  |
| 1861؟ -1892                          | طوابع المستعمرات العامة                 |
| 1892–1912                            | مايوت سلطنة أنجوان                      |
| 1897–1912                            | القمر الكبرى                            |
| 1906–1912                            | موهيلي                                  |
| 1912–1950                            | مدغشقر                                  |
| 1950–1975                            | أرخبيل جزر القمر                        |
| استقلال                              |                                         |
| 1975-1975                            | أرخبيل جزر القمر دولة القمر             |
| 1976–1977                            | دولة القمر                              |
| 1977–1979                            | جمهورية جزر القمر                       |
| 1979–2000                            | مندوب. فيد. جزر القمر الإسلامية         |
| 2000–...                             | اتحاد جزر القمر                         |
| النقش                                |                                         |
|                                      | التاريخ المفترض للاستخدام الأول (مايوت) |
| يضرب                                 | الإشارة المطبوعة                        |